# Saint-Charles-de-Percy
Saint-Charles-de-Percy és un municipi francès situat al departament de Calvados i a la regió de Normandia. L'any 2007 tenia 182 habitants.

## Demografia

### Població
El 2007 la població de fet de Saint-Charles-de-Percy era de 182 persones. Hi havia 76 famílies de les quals 20 eren unipersonals (20 dones vivint soles i 20 dones vivint soles), 24 parelles sense fills, 24 parelles amb fills i 8 famílies monoparentals amb fills.
La població ha evolucionat segons el següent gràfic:
Habitants censats

### Habitatges
El 2007 hi havia 93 habitatges, 75 eren l'habitatge principal de la família, 7 eren segones residències i 11 estaven desocupats. Tots els 93 habitatges eren cases. Dels 75 habitatges principals, 55 estaven ocupats pels seus propietaris i 20 estaven llogats i ocupats pels llogaters; 6 tenien dues cambres, 14 en tenien tres, 20 en tenien quatre i 35 en tenien cinc o més. 40 habitatges disposaven pel capbaix d'una plaça de pàrquing. A 38 habitatges hi havia un automòbil i a 30 n'hi havia dos o més.

### Piràmide de població
La piràmide de població per edats i sexe el 2009 era:
| Homes | Edats   | Dones |
| ----- | ------- | ----- |
| 0     | 95 o +  | 0     |
| 0     | 90 a 94 | 0     |
| 8     | 85 a 89 | 0     |
| 4     | 80 a 84 | 8     |
| 0     | 75 a 79 | 0     |
| 4     | 70 a 74 | 4     |
| 0     | 65 a 69 | 8     |
| 12    | 60 a 64 | 4     |
| 4     | 55 a 59 | 12    |
| 0     | 50 a 54 | 0     |
| 16    | 45 a 49 | 0     |
| 4     | 40 a 44 | 12    |
| 0     | 35 a 39 | 4     |
| 8     | 30 a 34 | 8     |
| 0     | 25 a 29 | 0     |
| 8     | 20 a 24 | 4     |
| 8     | 15 a 19 | 0     |
| 12    | 10 a 14 | 0     |
| 4     | 5 a 9   | 0     |
| 0     | 0 a 4   | 4     |

## Economia
El 2007 la població en edat de treballar era de 104 persones, 75 eren actives i 29 eren inactives. De les 75 persones actives 65 estaven ocupades (38 homes i 27 dones) i 10 estaven aturades (6 homes i 4 dones). De les 29 persones inactives 9 estaven jubilades, 9 estaven estudiant i 11 estaven classificades com a «altres inactius».

### Ingressos
El 2009 a Saint-Charles-de-Percy hi havia 79 unitats fiscals que integraven 196 persones, la mediana anual d'ingressos fiscals per persona era de 13.819 €.

### Activitats econòmiques
Dels 6 establiments que hi havia el 2007, 1 era d'una empresa de fabricació d'altres productes industrials, 1 d'una empresa de construcció, 1 d'una empresa de comerç i reparació d'automòbils, 1 d'una empresa de transport, 1 d'una empresa de serveis i 1 d'una entitat de l'administració pública.
L'únic servei als particulars que hi havia el 2009 era un guixaire pintor.
L'any 2000 a Saint-Charles-de-Percy hi havia 15 explotacions agrícoles que ocupaven un total de 370 hectàrees.

## Equipaments sanitaris i escolars
El 2009 hi havia una escola maternal integrada dins d'un grup escolar amb les comunes properes formant una escola dispersa.

## Poblacions més properes
El següent diagrama mostra les poblacions més properes.